# 機知通
機知通（きしりとおる）は、日本の男性声優。主にアダルトゲームに声をあてている。

## 出演
太字はメインキャラクター。

### OVA
- ブラッドロイヤル（2002年、男1）
- カルタグラ 〜ツキ狂イノ病〜（2009年、高城秋五）

### アダルトゲーム
- キャッスルファンタジア〜エレンシア戦記〜（2000年、エッフェンバイト＝シュトラウス）
- After...（2003年、学文路聡）
  - After... -Sweet Kiss-（2003年、学文路聡）
- カルタグラ 〜ツキ狂イノ病〜（2005年、高城秋五、荒田大作）
  - カルタグラ 〜ツキ狂イノ病〜《REBIRTH FHD SIZE EDITION》（2023年、高城秋五、荒田大作）
- ダンシング・クレイジーズ（2005年、何でも屋）
- Pia♥キャロットへようこそ!!G.O. 〜グランド・オープン〜（2006年、不良）
- マスカレード 〜地獄学園SO/DO/MU〜（2006年、岡田）
- PP-ピアニッシモ-〈操リ人形ノ輪舞〉（2006年、各務八郎、荒田大作）
- 和み匣 Innocent Greyファンディスク（2007年、高城秋五）
- 王賊（2007年、ヴィスト王国兵士、商人）
- 殻ノ少女（2008年、高城秋五、朽木文弥）
  - 虚ノ少女（2013年、朽木文弥、親父）
  - 殻ノ少女《FULL VOICE HD SIZE EDITION》（2019年、高城秋五、朽木文弥）
  - 虚ノ少女《NEW CAST REMASTER EDITION》（2020年、朽木文弥、親父）
  - 天ノ少女《PREMIUM EDITION》（2020年、朽木文弥、親父）
- 暁の護衛〜罪深き終末論〜（2010年、岡崎隆之介）
  - 暁の護衛 トリニティ コンプリートエディション（2014年、岡崎隆之介）
- しゅがてん! -sugarfull tempering-（2017年）
- 9-nine- ここのつここのかここのいろ（2017年）
  - 9-nine- ゆきいろゆきはなゆきのあと（2020年）
- 茜色の境界線（2017年、御影榊）
- Making*Lovers（2017年、主人公の父）
  - Making*Lovers フルHDリマスター（2021年、主人公の父）
- Paradise（2017年、シマダ）
  - Paradise 結-MUSUBI-（2018年、シマダ）
  - Paradise 極-KIWAME-（2019年、シマダ）
  - Paradise Animation Direct（2021年、シマダ）
- Princess Britania ミューズの宝剣（2017年）
- 眠れぬ羊と孤独な狼 -A Tale of Love,and Cutthroat-（2017年、御舟和義）
  - 眠れぬ羊と孤独な狼 -A Tale of Love,and Cutthroat-《外伝》（2021年、御舟和義）
- 将軍様はお年頃（2018年、徳河友嗣）
- 愛は、憎しみによく似ている 憎しみは、愛によく似ている（2018年、成嶋清真）
- RIDDLE JOKER（2018年）
- ラズベリーキューブ（2018年、POWさん）
- Evenicle II（2019年、ユバ）
- 終ノ空 remake（2020年、組員A 他）
- スロウ・ダメージ（2021年）
- 同級生 リメイク（2021年、男性モブ03）
- ディストピアの王（2021年、楚那）
- 野々村病院の人々リメイク（川崎 勉造）

### 一般向ゲーム
- After... 〜忘れえぬ絆〜（2004年、学文路聡）
- カルタグラ 〜魂ノ苦悩〜（2005年、高城秋五）